# Spielvereinigung Greuther Fürth
Il Greuther Fürth (tedesco Spielvereinigung Greuther Fürth, abbreviato spesso in SpVgg Greuther Fürth) è una società calcistica tedesca con sede a Fürth, città della Franconia (regione storica oggi parte della Baviera settentrionale) ormai inglobata nell'hinterland della più grande Norimberga, con la cui squadra di calcio esiste una forte rivalità. Milita in 2.Bundesliga, la seconda serie del campionato tedesco di calcio.
La società attuale è di recente formazione essendo sorta nel 1996 dalla fusione tra due società, il tre volte campione di Germania SpVgg Fürth, nato nel 1903, e il più recente e modesto TSV Vestenbergsgreuth, fondato nel 1974 (da cui il nome "Greuther Fürth").
Il Greuther Fürth è una società polisportiva attiva non solo nel calcio, ma anche in altre discipline quali basket, pallamano, hockey, nuoto, tennis, tennistavolo, pallavolo, ginnastica e canto.

## Storia
L'SpVgg Fürth nasce nel 1903, e già nel 1914, sotto la guida di Sir William Townley, conquista il primo titolo tedesco; questo accade dopo aver battuto nella finale nazionale il VfB Lipsia ai tempi supplementari.
Il periodo migliore per il Fürth è comunque durante la Repubblica di Weimar: nel 1923, così come nel 1927, il club viene eliminato nella semifinale nazionale, mentre nel 1920 era stato sconfitto in finale dal Norimberga. Vengono comunque vinti altri due titoli tedeschi, nel 1926 e nel 1929, entrambi dopo aver battuto nell'ultima partita l'Hertha Berlino. Il calcio tedesco viene però poco dopo riformato dal Terzo Reich, e il Fürth si ritrova a giocare nella Gauliga Bayern; vince qui il titolo nel 1935, ma non riscuote più successo a livello nazionale.
Nel dopoguerra la squadra viene inserita in una delle nuove cinque massime divisioni tedesche occidentali, l'Oberliga Süd. Vince questo campionato nel 1950 e arriva poco dopo a disputare nuovamente una semifinale nazionale, tuttavia in seguito finisce spesso lontano dal vertice. Militano però in questo periodo due dei giocatori più celebri della storia del club, Karl Mai ed Herbert Erhardt, entrambi campioni del Mondo in Svizzera nel 1954. Erhardt è anche il giocatore del Fürth ad aver accumulato più presenze in Nazionale, 49. Il personaggio più famoso nella storia del club francone rimane tuttavia Henry Kissinger, che fu per molto tempo membro della società prima di emigrare negli Stati Uniti.
Nel 1963 nasce in Germania Ovest la Bundesliga, ma i recenti risultati del Fürth lo fanno invece ammettere ad una delle neonate seconde divisioni, la Regionalliga Süd. Qui rimane con pochi acuti fino al 1974, anno di nascita della Zweite Bundesliga; viene subito ammesso a questo campionato, e ottiene nella stagione 1978-1979 il miglior risultato di questo periodo, un quarto posto.
Il Fürth retrocede però quattro anni dopo in terza divisione, e da qui in quarta nel 1987. Viene promosso al termine della stagione 1990-1991, che si era aperta con un risultato prestigioso: nel primo turno della DFB-Pokal la piccola squadra aveva eliminato il Borussia Dortmund. Altro anno cruciale è il 1996, quando nasce l'attuale club, lo Spielvereinigung Greuther Fürth; questo avviene dopo la fusione con il TSV Vestenbergsgreuth, piccolissima società nata nel 1974 anch'essa capace di mietere una vittima illustre nella DFB-Pokal 1994-1995, il Bayern Monaco.
La neonata compagine torna presto in Zweite Bundesliga, evento che si verifica precisamente nella stagione 1997-1998. Gioca in questa categoria quindici campionati consecutivi sfiorando più volte la promozione, al punto da essere soprannominata unaufsteigbar, ovvero "quella che non viene mai promossa".
Il passaggio al livello superiore si concretizza però con la vittoria della Zweite Bundesliga del 2012: il club si ritrova così per la prima volta in Bundesliga. La stagione 2012-2013 si conclude però con la retrocessione all'ultimo posto, oltretutto senza mai ottenere una vittoria casalinga, record negativo precedentemente detenuto solo dal Tasmania Berlino nel 1965-66. L'anno seguente il Greuther Fürth ha subito la possibilità di tornare al livello superiore, tuttavia al terzo posto ottenuto in campionato fa seguito la sconfitta nel play-off promozione/retrocessione contro l'Amburgo. Nelle stagioni 2014-2015 e 2017-2018 il club ottiene una salvezza all’ultima giornata in entrambe le annate. Il club torna in Bundesliga il 23 maggio 2021 battendo 3-2 il Fortuna Düsseldorf e superando il Kiel di due punti.

## Colori e simboli
I colori sociali sono il bianco e il verde. A differenza di quanto si pensa normalmente, la maglia biancoverde a righe orizzontali ed il simbolo della squadra -il trifoglio- non sono ispirati al Celtic né vogliono esprimere simpatia verso di esso; si tratta semplicemente dei colori e dello stemma della città di Fürth, in uso sin dal Medioevo.

## Stadio
Il campo di gioco del Greuther Fürth è lo Stadion am Laubenweg, un tempo conosciuto come Ronhof. L'impianto può contenere circa 18,000 spettatori, di cui un terzo seduti e coperti. Lo storico Ronhof fu costruito nel 1910 e poteva contenere ben 32,000 spettatori; a causa della crisi finanziaria del club negli anni '80, fu venduto al proprietario della Playmobil, l'imprenditore Horst Brandstätter, che in un primo momento meditava di abbattere lo stadio per costruire degli appartamenti, ma poi l'inaspettata fortuna seguita alla fusione dei due team ha portato ad un brusco cambio di rotta che ha salvato il glorioso Ronhof dalla distruzione. Il Vestenbergsgreuth era invece solito giocare al piccolo stadio Am Schwalbenberg (6,000 posti) fino alla fusione. Attualmente il Fürth è la terza squadra tedesca a giocare da più tempo nello stesso terreno, preceduta soltanto da Stuttgarter Kickers (1905) ed Altona 93 (1908). Chiamato Playmobil Stadion dal 1997 al 2010 e Trolli Arena dal 2010 al 2014, da quell'anno l'impianto ha assunto il nome ufficiale di Stadion am Laubenweg, dalla strada su cui si trova.

## Allenatori e presidenti
Tutti gli allenatori a partire dal 1961:
- 1961-1964  Jenő Vincze
- 1964-1966  Zlatko Čajkovski
- 1966-1968  Robert Gebhardt
- 1968-1971  Fred Hoffmann
 Alfred Hoffmann
- 1971-1972  Werner Bickelhaupt (01 lug.-14 feb.)
 Hermann Marchl (15 feb.-28 feb.)
 Heinz Elzner (01 mar.-30 giu.)
- 1972-1974  Heinz Elzner
- 1974-1975   Fred Hoffmann
 Alfred Hoffmann
- 1975-1977  Hans Cieslarczyk
- 1977-1980  Hannes Baldauf
- 1980-1981  Dieter Schulte (01 lug.-28 feb.)
 Heinz Lucas (01 mar.-30 giu.)
- 1981-1982  Hans-Dieter Roos (01 lug.-22 nov.)
 Lothar Kleim (23 nov.-30 giu.)
- 1982-1983  Franz Brungs
- 1983-1986  Günter Gerling
- 1986-1989  Paul Hesselbach
- 1989-1994  Günter Gerling
- 1994-1995  Günter Gerling (01 lug.-12 apr.)
 Bertram Beierlorzer (13 apr.-30 giu.)
- 1995-1996  Bertram Beierlorzer
- 1996-1997  Armin Veh
- 1997-1998  Armin Veh (01 lug.-14 ott.)
 Benno Möhlmann (15 ott.-30 giu.)
- 1998-2000  Benno Möhlmann
- 2000-2001  Benno Möhlmann (01 lug.-21 ott.)
 Paul Hesselbach (22 ott.-19 nov.)
 Uwe Erkenbrecher (20 onv.-30 giu.)
- 2001-2002  Uwe Erkenbrecher (01 lug.-30 ago.)
 Paul Hesselbach (01 set.-29 ott.)
 Eugen Hach (30 ott.-30 giu.)
- 2002-2003  Eugen Hach
- 2003-2004  Eugen Hach (01 lug.-05 nov.)
 Werner Dreßel (06 nov.-29 dic.)
 Thomas Kost (30 dic.-16 feb.)
 Benno Möhlmann (17 feb.-30 giu.)
- 2004-2007  Benno Möhlmann
- 2007-2008  Bruno Labbadia
- 2008-2009  Benno Möhlmann
- 2009-2010  Benno Möhlmann (01 lug.-20 dic.)
 Mike Büskens (28 dic.-30 giu.)
- 2011-2012  Mike Büskens
- 2012-2013  Mike Büskens (01 lug.-20 feb.)
 Ludwig Preis (21 feb.-10 mar.)
 Frank Kramer (11 mar.-30 giu.)
- 2013-2014  Frank Kramer
- 2014-2015  Frank Kramer (01 lug.-22 feb.)
 Mike Büskens (23 feb.-30 mag.)
- 2015-2016  Stefan Ruthenbeck
- 2016-2017  Stefan Ruthenbeck (01 lug.-20 nov.)
 Janos Radoki (21 nov.-30 giu.)
- 2017-2018  Janos Radoki (01 lug.-28 ago.)
 Mirko Dickhaut (29 ago.-09 set.)
 Damir Burić (10 set.-30 giu.)
- 2018-2019  Damir Burić (01 lug.-04 feb.)
 Stefan Leitl (05 feb.-30 giu.)
- 2019-2022  Stefan Leitl
- 2022-2023  Marc Schneider (01 lug.-15 ott.)
 Alexander Zorniger (23 ott.)

## Calciatori
Campioni del Mondo
- Herbert Erhardt (1954)
- Karl Mai (1954)

## Palmarès

### Competizioni nazionali
- Campionato tedesco: 3

1913-1914, 1925-1926, 1928-1929
Come SpVgg Greuther Fürth:
- 2. Fußball-Bundesliga: 1

2011-2012

### Competizioni internazionali
- Coppa Intertoto: 1

1969

### Competizioni regionali
- Oberliga Süd: 1

1949-1950
- Gauliga Bayern: 1

1934-1935
- Deutscher Hallenmeister 2000
- Deutscher Vizemeister 1920
- Deutscher Arbeiterfußballmeister 1920 (come TuSpo Fürth)
- Süddeutscher Meister 1914, 1923, 1931, 1950
- Süddeutscher Pokalsieger 1918, 1923, 1925, 1926, 1927

Tutti i trofei vinti come SpVgg Fürth.

### Altri piazzamenti
- Campionato tedesco:

Secondo posto: 1919-1920
Semifinalista: 1922-1923, 1926-1927, 1949-1950
- Coppa di Germania:

Semifinalista: 2011-2012
- 2. Fußball-Bundesliga:

Secondo posto: 2020-2021
Terzo posto: 2013-2014
- Oberliga Süd:

Secondo posto: 1950-1951
- Gauliga Bayern:

Secondo posto: 1935-1936, 1941-1942

## Statistiche e record

### Partecipazione ai campionati
Nella sua storia il club ha vinto 3 titoli nazionali (nel 1913-1914, nel 1925-1926 e nel 1928-1929). In seguito ha militato a lungo nelle massime divisioni che si sono succedute nel tempo, prima nella Gauliga Bayern, poi nell'Oberliga Süd, giungendo in qualche caso anche alla fase nazionale. Dalla nascita della Bundesliga in poi, invece, risulta essere la squadra con più stagioni disputate in 2. Bundesliga, e ha giocato anche la prima stagione in massima divisione, quella del 2012-2013, dove militerà nuovamente nel 2021-2022.
Dalla stagione 1963-1964 alla 2025-2026 compresa il club ha ottenuto le seguenti partecipazioni ai campionati nazionali:
| Livello | Categoria          | Partecipazioni | Debutto   | Ultima stagione | Totale |
| ------- | ------------------ | -------------- | --------- | --------------- | ------ |
| 1º      | Bundesliga         | 2              | 2012-2013 | 2021-2022       | 2      |
| 2º      | 2. Bundesliga      | 36             | 1974-1975 | 2025-2026       | 47     |
| 2º      | Regionalliga Süd   | 11             | 1963-1964 | 1973-1974       | 47     |
| 3º      | Regionalliga Süd   | 3              | 1994-1995 | 1996-1997       | 10     |
| 3º      | Am.Oberliga Bayern | 7              | 1983-1984 | 1993-1994       | 10     |
| 4º      | Landesliga-Mitte   | 3              | 1987-1988 | 1989-1990       | 3      |

### Statistiche di squadra
- Miglior vittoria in casa: 8:0 vs Borussia Neunkirchen (20.12.1980)
- Miglior vittoria in trasferta: 5:0 vs Stuttgarter Kickers (22.04.2001)
- Peggior sconfitta in casa: 1:6 vs RB Lipsia (13.03.2022)
- Peggior sconfitta in trasferta: 0:5 vs Chemnitzer FC (03.12.1999)

## Organico

### Rosa 2024-2025
Rosa aggiornata al 28 gennaio 2025.
| N. |                     | Ruolo | Calciatore                 |
| -- | ------------------- | ----- | -------------------------- |
| 2  | Germania (bandiera) | D     | Simon Asta                 |
| 3  | Germania (bandiera) | D     | Oualid Mhamdi              |
| 4  | Polonia (bandiera)  | D     | Damian Michalski           |
| 5  | Tunisia (bandiera)  | D     | Oussama Haddadi            |
| 7  | Germania (bandiera) | A     | Dennis Srbeny              |
| 10 | Svezia (bandiera)   | A     | Branimir Hrgota (capitano) |
| 13 | Germania (bandiera) | C     | Orestis Kiomourtzoglou     |
| 14 | Germania (bandiera) | C     | Jomaine Consbruch          |
| 15 | Germania (bandiera) | D     | Ben Schlicke               |
| 16 | Bulgaria (bandiera) | C     | Lukas Petkov               |
| 17 | Germania (bandiera) | D     | Niko Gießelmann            |
| 18 | Germania (bandiera) | D     | Marco Meyerhöfer           |

| N. |                        | Ruolo | Calciatore        |
| -- | ---------------------- | ----- | ----------------- |
| 19 | Germania (bandiera)    | A     | Tim Lemperle      |
| 21 | Germania (bandiera)    | C     | Kerim Çalhanoğlu  |
| 22 | Germania (bandiera)    | C     | Robert Wagner     |
| 23 | Germania (bandiera)    | D     | Gideon Jung       |
| 25 | Germania (bandiera)    | P     | Leon Schaffran    |
| 27 | Germania (bandiera)    | D     | Gian-Luca Itter   |
| 30 | Germania (bandiera)    | C     | Felix Klaus       |
| 31 | Germania (bandiera)    | C     | Devin Angleberger |
| 33 | Stati Uniti (bandiera) | D     | Maximilian Dietz  |
| 36 | Germania (bandiera)    | C     | Philipp Müller    |
| 37 | Stati Uniti (bandiera) | C     | Julian Green      |
|    | Germania (bandiera)    | C     | Marco John        |